# Старый Байбек
Старый Байбек (удм. Байбек) — деревня в Шарканском районе Удмуртской республики.

## География
Находится в центральной части Удмуртии на расстоянии приблизительно 5 км на северо-запад по прямой от районного центра села Шаркан.

## История
Основана в середине XVIII века переселенцами из села Чутырь. В 1802 году отмечен как починок Байбековский, в 1873 году как Байбеков с 16 дворами. В 1893 году здесь (Байбеково) 33 двора, в 1905 (Байбек) — 22. С 1932 года деревня, настоящее название с 1935 года. До 2021 года входила в состав Кыквинского сельского поселения.

## Население
Постоянное население составляло 10 мужчин (1802 год), 130 человек (1873), 238 (1893, русских 27 и удмуртов 211), 166 (1905), 66 человек в 2002 году (удмурты 100 %), 55 в 2012.